# Мілон Кротонський
Мілон, Мілон Кротонський (дав.-гр. Μίλων) — давньогрецький спортсмен і воєначальник VI ст. до н. е..

## Життєпис
Народився і жив у Кротоні. Син Діотіма. Ймовірно був учнем Піфагора, що розробив особливу систему підготовки атлетів. Шість разів ставав переможцем змагань з боротьби на Олімпійських іграх — у 540, 532—516 роках до н. е. і кілька разів — у Дельфах. Вперше став переможцем серед юнаків на одній з Олімпіад. На той момент йому було 14 років, а деяким іншим суперникам у його віковій категорії — по 18-19 років.
Мілон щодня піднімав та переносив на плечах молодого бика.
У рідному місті став жерцем Гери. Очолював кротонське військо під час війни з Сибарісом (510 р. до н. е.).
За легендою, Мілон загинув, коли будучи вже старим, вирішив розірвати руками пень, який не змогли розколоти дроворуби. Але його руки застрягли у щілині, після чого на атлета напали вовки, і він не зміг від них відбитися.
На честь Мілона Кротонського у 1927 році ФК «Кротоне» змінив назву на «Спортивне об'єднання „Мілоне“»" (італ. Societa Sportiva Milone).